# Дьяков, Эдуард Васильевич
Эдуард Васильевич Дьяков (24 октября 1937, Новосибирск — неизвестно) — советский хоккеист, защитник.

## Биография
Воспитанник новосибирского хоккея. Выступал за команды «Химик» Новосибирск (1955/56), «Спартак» Омск (1957/58 — 1960/61), «Динамо» Новосибирск (1961/62), «Сибирь» Новосибирск (1962/63), «Динамо» Киев (1963/64 — 1965/66), «Шахтёр» Прокопьевск (1966/67 — 1969/70).
Работал тренером в школах «Сокол» Киев, «Локомотив» Ярославль. Среди воспитанников — Юрий Яковлев, Анатолий Хоменко.
Похоронен в Киеве.